# Аллен, Джессика (австралийская велогонщица)
Джессика Аллен (англ. Jessica Allen; род. 17 апреля 1993, Перт) — австралийская шоссейная велогонщица.

## Карьера
В детстве Джессика Аллен занималась триатлоном. В девять лет отец отвел её на трековый велоспорт, хотя поначалу она боялась скорости и уклона трека. Через год переключилась на шоссейный велоспорт. В возрасте двенадцати лет начала соревноваться. В 15 лет приняла участие в своём первом чемпионате национального уровня по трековому и шоссейному велоспорту. В юниорах (до 19 лет) решает больше сосредоточиться на шоссе, чем на треке.
В 2011 году стала чемпионкой мира в индивидуальной гонке среди юниоров в Копенгагене. Также выиграла титул в индивидуальной гонке среди юниоров на чемпионате Океании. В 2012 году получила стипендию Эми Джиллетт, которая позволила ей участвовать в гонках в Европе. В 2013 году участвовала в гонках за французскую команду Vienne Futuroscope и провела восемь месяцев в Европе, где почувствовала себя плохо, а мотивация к велоспорту уменьшилась.
В 2014 году выиграла чемпионат Океании в групповой гонке опередив Лизу Килинг, а в индивидуальной гонке не вышла на старт. Затем её тренировала Донна Рэй-Салински. Она проводит большую часть сезона в Канаде и заново открывает для себя удовольствие от езды на велосипеде.
В июле 2016 года подписала контракт с австралийской командой Orica-AIS. В следующем году она стала чемпионкой Австралии в критериуме. На чемпионате мира в 2018 году заняла пятое место в командной гонке в составе команды Mitchelton Scott (ранее Orica-AIS).

## Достижения
2010
3-я Чемпионат Австралии — индивидуальная гонка U19
2011
 Чемпионат мира — индивидуальная гонка U19
 Чемпионат Океании — индивидуальная гонка U19
2013
3-я Чемпионат Австралии — индивидуальная гонка U23
2014
 Чемпионат Океании — групповая гонка
2017
 Чемпионат Австралии — критериум
2-я на Тур Берна
2018
2-я на Тур Норвегии TTT

## Рейтинги
| Год                 | 2014  | 2015 | 2016  | 2017 | 2018  | 2019  | 2020  | 2021 | 2022   | 2023   |
| ------------------- | ----- | ---- | ----- | ---- | ----- | ----- | ----- | ---- | ------ | ------ |
| Мировой рейтинг UCI | 125-й | -    | 269-й | -    | 252-й | 608-й | 657-й | -    | 1008-й | 1094-й |
| Мировой тур UCI     |       |      | 118-й | -    | 104-й | 155-й | -     | -    | 229-й  | -      |
|                     |       |      |       |      |       |       |       |      |        |        |
| Источник: UCI       |       |      |       |      |       |       |       |      |        |        |